# Мынзатешты
Мынзатешты (рум. Mînzăteşti, Мынзэтешть) — село в Унгенском районе Молдавии. Наряду с сёлами Хырчешты, Дружба, Леордоая и Веверица входит в состав коммуны Хырчешты.

## География
Село расположено на высоте 176 метров над уровнем моря.

## Население
По данным переписи населения 2004 года, в селе Мынзэтешть проживает 512 человека (252 мужчины, 260 женщин).
Этнический состав села:
| Национальность | Число жителей | Процентный состав |
| -------------- | ------------- | ----------------- |
| молдаване      | 511           | 99.8              |
| украинцы       | 1             | 0.2               |
| Всего          | 512           | 100%              |